# Baltihat
Baltihat war im Mittelalter der Titel der Ehefrauen des Kaisers von Äthiopien. Obwohl dem christlichen Glauben angehörig, hatten die frühen Kaiser mehrere rechtmäßige Ehefrauen. Die beiden Hauptfrauen führten den Titel Baltihat. Dabei wurde zwischen der Rechten Baltihat und der Linken Baltihat unterschieden. In der Hierarchie am äthiopischen Kaiserhof war die Linke Baltihat im Rang höherstehend. Als die Kaiser von Äthiopien zur Monogamie übergingen, ging der Titel verloren. 